# Municipalidad Provincial de Jauja
La Municipalidad Provincial de Jauja es el órgano de gobierno local de la provincia de Jauja y el distrito de Jauja, Perú. 

## Historia
El 12 de febrero de 1821, por mandato del llamado "Reglamento Provisorio", en Huaura se crea el Departamento de Tarma, integrado por sobre la base de la Intendencia de Tarma, circunscripción territorial del virreinato del Perú. El nuevo departamento sólo estuvo conformado por las provincias de Tarma y Jauja.

## Organización
De conformidad con lo señalado en la Ley Orgánica de Municipalidades, las municipalidades están conformadas por el consejo municipal y la alcaldía, los mismos que son elegidos por votación popular cada cuatro años. 

### Consejo Municipal
El Consejo Provincial de Jauja está conformado por el alcalde y 15 regidores según lo dispuesto por el Jurado Nacional de Elecciones. Los regidores son determinados de manera proporcional a los resultados obtenidos en las elecciones municipales. El actual consejo provincial está conformado por:
| Cargo                        | Autoridad electa         | Partido político | Partido político                                 |
| ---------------------------- | ------------------------ | ---------------- | ------------------------------------------------ |
| Alcalde Provincial de Jauja  | Ángel Huamán Mucha       |                  | Junín Renace                                     |
| Regidor Provincial de Jauja  | Raimundo Flores Caso     |                  | Junín Renace                                     |
| Regidora Provincial de Jauja | Estefany Gonzales Torres |                  | Junín Renace                                     |
| Regidor Provincial de Jauja  | Emilio Arroyo Osorio     |                  | Junín Renace                                     |
| Regidora Provincial de Jauja | Ruth Huamán Cordero      |                  | Junín Renace                                     |
| Regidor Provincial de Jauja  | Misael Casachagua Reyes  |                  | Junín Renace                                     |
| Regidora Provincial de Jauja | Sandra Mallaupoma Meza   |                  | Junín Renace                                     |
| Regidora Provincial de Jauja | July Castilla Rivera     |                  | Junín Sostenible con su Gente                    |
| Regidor Provincial de Jauja  | Luz Chinchay Gomez       |                  | Movimiento Regional Sierra y Selva Contigo Junín |
| Regidor Provincial de Jauja  | Rosario Montero Cordero  |                  | Caminemos Juntos por Junín                       |

### Alcalde
El Alcalde es el órgano ejecutivo de la municipalidad a la vez que su representante legal y máxima autoridad administrativa. Conforme a los resultados de la elección municipal del 2022, el actual alcalde es Ángel Huamán Mucha quien resultó electo en dichos comicios.
Conforme a la ley orgánica de municipalidades, la administración municipal encabezada por el alcalde tiene una estructura gerencial encabezada por una Gerencia Municipal y, además, una Oficina de Auditoría Interna, una Procuraduría Pública Municipal, una Oficina de Asesoría Jurídica y una Oficina de Planeamiento y Presupuesto. Los demás órganos de línea, apoyo y asesoría son determinados por cada gobierno local conforme a sus necesidades.